# Ophthalmolycus campbellensis
Ophthalmolycus campbellensis är en fiskart som beskrevs av Anatoly Petrovich Andriashev och Fedorov, 1986. Ophthalmolycus campbellensis ingår i släktet Ophthalmolycus och familjen tånglakefiskar. Inga underarter finns listade i Catalogue of Life.